# Площадь Дружбы Народов (Архангельск)
Площадь Дружбы Народов (ранее известная как площадь Павших Борцов) — площадь в Архангельске. Расположена на пересечении улиц Воскресенская, Выучейского, Логинова, Шабалина, Нагорной и проезда Приорова.
Площадь представляет собой равнинный участок земли круговой формы, по периметру которого растут высокие пышные деревья. Вокруг площади проходит кольцевая автомобильная дорога.

## История
В середине 1970-х на площади возведён дворец культуры строителей.
В 1982 году «площадь Павших Борцов» была переименована в «площадь Дружбы Народов» в честь 60-летия образования СССР.
Площадь застраивается новыми зданиями.